# Chevau-légers du Grand-duché de Berg
Les chevau-légers de Berg constituent un corps de cavalerie légère levé par le grand-duché de Berg le 21 mai 1807 sur ordre de Joachim Murat, grand-duc de Berg, pour sa garde personnelle. Les effectifs du corps passent de un à deux régiments et changent de statut, passant de celui de chevau-légers à celui de chasseurs à cheval pour terminer, après dédoublement régimentaire, en chevau-légers lanciers qui servent aux côtés de la Garde impériale napoléonienne en Espagne et en Russie.

## Origines et organisation
« Le grand-duché de Clèves-Berg, qui avait été conquis par la France révolutionnaire, fut accordé en 1806 par Napoléon à Murat, qui le fit bien entendu entrer dans la Confédération du Rhin, le 12 juillet de la même année. Son contingent était fixé à 5 000 hommes dont 4 régiments d'infanterie, 1 régiment de cavalerie, 5 compagnies d'artillerie et 1 détachement de sapeurs mineurs pontonniers. »

— Liliane et Fred Funcken, L'uniforme et les armes des soldats du Premier Empire.

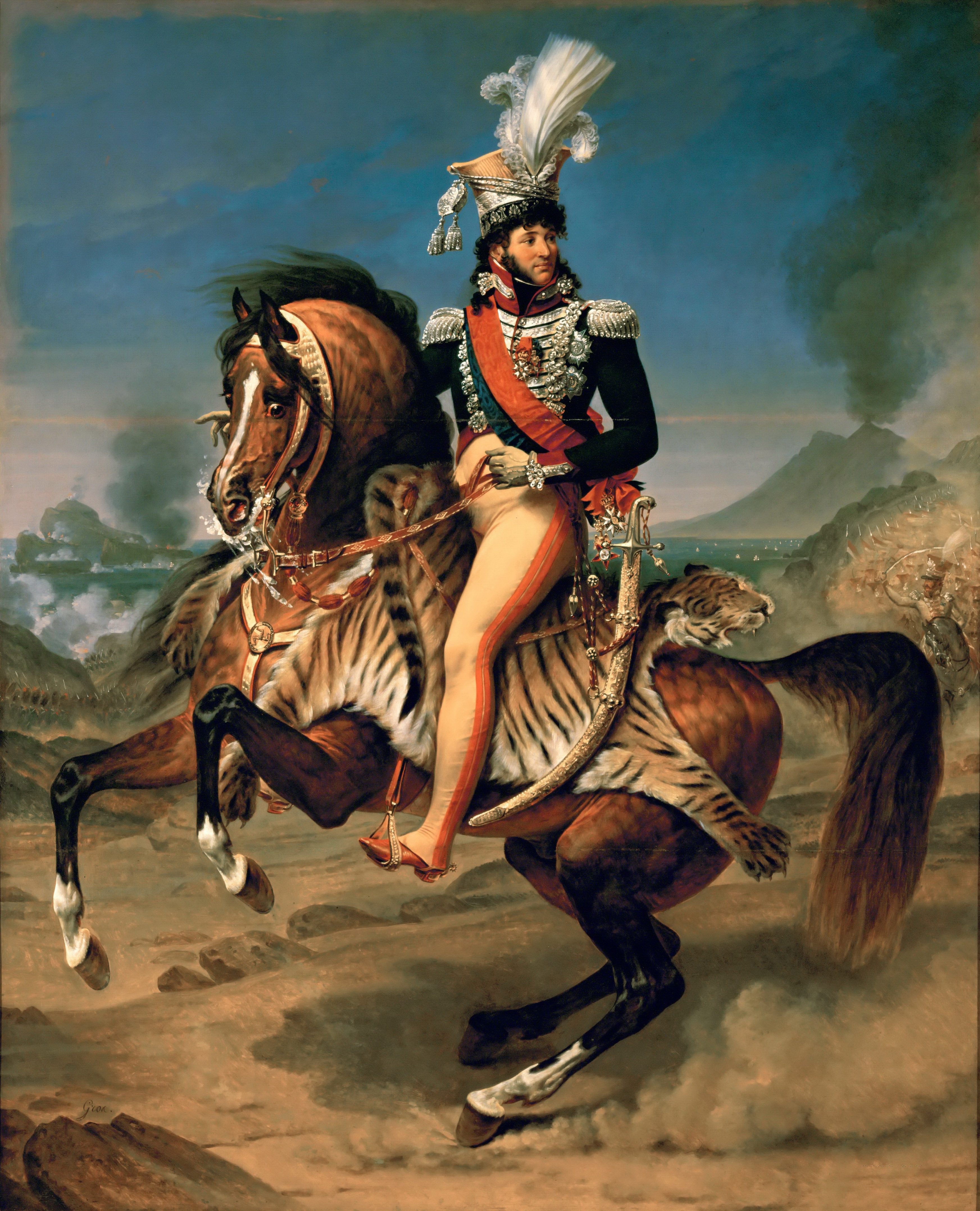
Joachim Murat, grand-duc de Berg et de Clèves, ordonne en 1807 la création des chevau-légers de Berg, qui le suivent en Espagne puis à Naples. Tableau d'Antoine-Jean Gros, vers 1812.

Le 21 mai 1807, Joachim Murat, maréchal d'Empire et grand-duc de Berg et de Clèves, ordonne la création d'un régiment de chevau-légers destiné à lui servir de garde personnelle. Organisé à Münster, le régiment de chevau-légers de Berg est initialement composé de trois escadrons divisés en deux compagnies chacun. À cet effectif s'ajoute une compagnie de gardes du corps qui devient un escadron en 1808. La quasi-totalité du corps est composé de sujets allemands, à l'exception de quelques officiers français dont certains sont d'anciens émigrés.
Du 21 mai 1807 au 11 janvier 1809, le régiment des chevau-légers de Berg est commandé par le major comte Johann Maximilian Friedrich Franz de Nesselrode-Reichenstein.

## Campagnes militaires

### En Espagne
En 1808, les gardes du corps, qui forme le 1er escadron du régiment, sont intégrés à la Garde impériale et envoyés en Espagne pour accompagner Joseph Bonaparte lors de son entrée à Madrid,. Le 2e escadron suit quant à lui Murat lorsque ce dernier prend possession du royaume de Naples. Le 29 août, les deux autres escadrons restés à Münster sont incorporés dans le régiment des chasseurs à cheval de Berg, nouvellement créé. Ce qui reste des chevau-légers est rattaché à la Garde impériale le 17 novembre 1808. Les éléments de l'unité présents en Espagne, vraisemblablement commandés par le chef d'escadron Étienne Honoré de La Nougarède en l'absence du major Nesselrode, participent au combat de Benavente, le 29 décembre, où un de leurs officiers est blessé. Le corps des chevau-légers est finalement dissous le 11 janvier 1809 et ses éléments reversés dans les chasseurs à cheval et les autres régiments de la cavalerie de la Garde. Fin 1809, les chasseurs à cheval de Berg, s'étant vus attribuer des lances, deviennent les lanciers de Berg et intègrent la Garde impériale le 17 décembre. 
En juin 1810, les 1er, 2e et 3e escadrons du régiment sont envoyés en Espagne où ils luttent contre la guérilla et l'armée anglo-portugaise. En 1812, les lanciers de Berg forment une brigade de cavalerie dite de l'armée du Nord avec le 15e chasseurs à cheval et la légion de gendarmerie de Burgos ; le 23 octobre, ils participent au combat de Villodrigo où ils sont placés à droite du dispositif français. Avec le soutien des chasseurs à cheval et des gendarmes, ils mettent en déroute la brigade de cavalerie lourde de la King's German Legion commandée par le général George Anson. Deux de leurs officiers sont blessés au cours de l'action. En récompense de leur conduite lors de cet affrontement, Napoléon les autorise à arborer une flamme en soie rouge et blanche sur leurs lances, privilège jusqu'alors exclusivement réservé aux lanciers polonais de la Garde. Le régiment quitte définitivement la péninsule Ibérique le 5 mars 1813. Tout au long de sa présence en Espagne, il est commandé successivement par le colonel Franz von Goltstein de 1809 à février 1812, puis par le major August von Witzleben de février à septembre 1812 et enfin par Stanislaus Trautwein von Belle de septembre 1812 à décembre 1813.

### Russie, Allemagne et dissolution

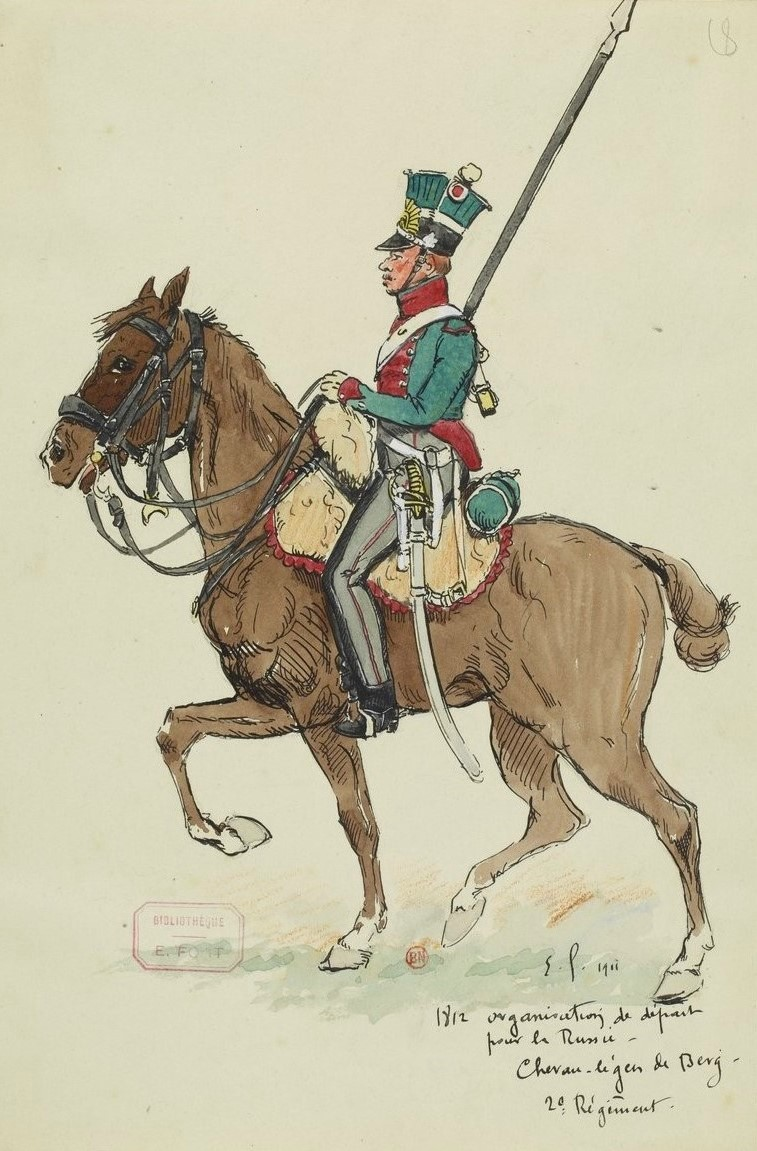
Cavalier du 2e régiment de chevau-légers-lanciers de Berg en 1812, par Ernest Fort.

En mars 1812, un 2e régiment de lanciers de Berg est mis sur pied. Fort de quatre escadrons placés sous les ordres du colonel Nesselrode, il prend part à la campagne de Russie, au cours de laquelle il évolue avec les chevau-légers de la Garde hessois au sein de la 30e brigade de cavalerie du général Antoine Charles Bernard Delaitre. La majeure partie du régiment est faite prisonnière par les Russes de Wittgenstein sur les rives de la Bérézina lors de la destruction de la division française Partouneaux. Pendant la campagne d'Allemagne en 1813, ils sont intégrés à la 1re division de la cavalerie de la Garde sous le général d'Ornano. Présents à la bataille de Dresde le 26 août, ils sont attaqués et battus par des troupes coalisées le lendemain à Peterswalde, perdant 169 hommes tués ou blessés ainsi que deux officiers et 110 prisonniers. Le 16 octobre, pendant la bataille de Leipzig, les lanciers de Berg participent à la grande charge de cavalerie de Murat où ils perdent soixante des leurs.
Selon Emir Bukhari, à la suite de la dissolution de la confédération du Rhin en octobre 1813, les deux régiments de lanciers de Berg sont admis dans les rangs de l'armée prussienne. John R. Elting écrit cependant qu'après avoir été privés de leurs montures en novembre de la même année, les lanciers sont affectés à un régiment d'infanterie du grand-duché de Berg, lequel est à son tour désarmé et ses hommes traités comme prisonniers de guerre par les Coalisés. Seul un escadron participe à la défense de Mayence jusqu'à la fin des hostilités en 1814. Avec le retour de la paix, les cavaliers de Berg forment le 11e régiment de hussards prussiens tandis que le 2e escadron des ex-lanciers est incorporé dans le 5e régiment de uhlans.

## Étendards
Si le 1er régiment ne reçoit pas d'emblème, il semble que le 2e régiment se soit vu attribuer un étendard, perdu lors du franchissement de la Bérézina en novembre 1812. Selon les observations faites par un général russe, cet étendard vert de 60 x 48 cm arbore, sur l'une de ses faces, une grenade argentée et des flammes dorées entre les lettres « B » et « G » et, sur l'autre face, un numéro ceint de couronnes de lauriers dorées.

## Uniformes

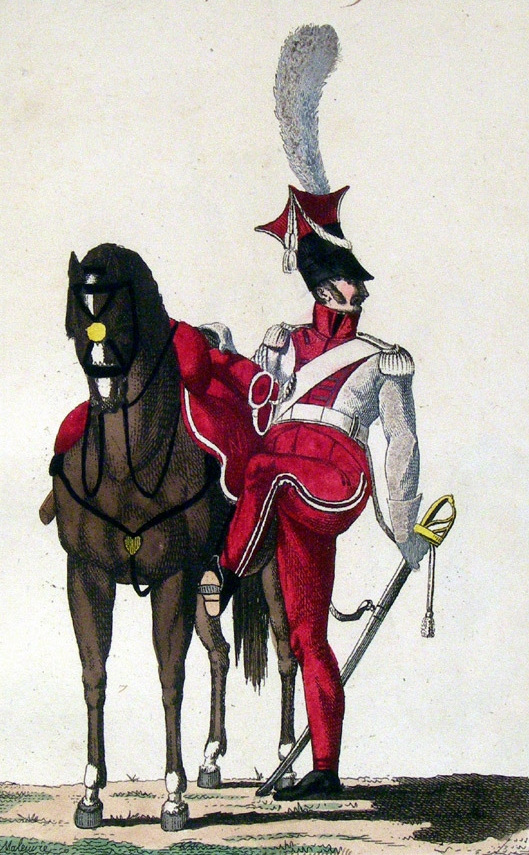
Chevau-léger de Berg en grande tenue. Illustration d'Aaron Martinet.

Leur uniforme est à la polonaise, se modifiant à mesure des changements de statut de l'unité.

### Troupe

#### Chevau-légers
En grande tenue, le chevau-léger de Berg porte un uniforme à la polonaise : la coiffure se compose d'un chapska en drap amarante galonné de blanc, orné sur le devant d'une plaque en cuivre jaune et surmonté d'un plumet blanc à extrémité amarante. Il comprend également des cordons et des raquettes blanches. L'habit se compose d'une « kurtka » (veste) blanche à revers, collet et parements de couleur amarante avec des épaulettes blanches en laine. Le pantalon est blanc à bandes amarante. Les buffleteries sont blanches et les boutons sont en étain. 
Cette tenue est toutefois abandonnée lorsque le 1er escadron du régiment part combattre en Espagne. En campagne, le chapska est recouvert d'un drap noir, tandis que la kurtka et le pantalon arborent la couleur grise. Les épaulettes, les gants et les buffleteries blanches sont conservées. Le manteau gris est roulé en travers du corps.

#### Chasseurs à cheval

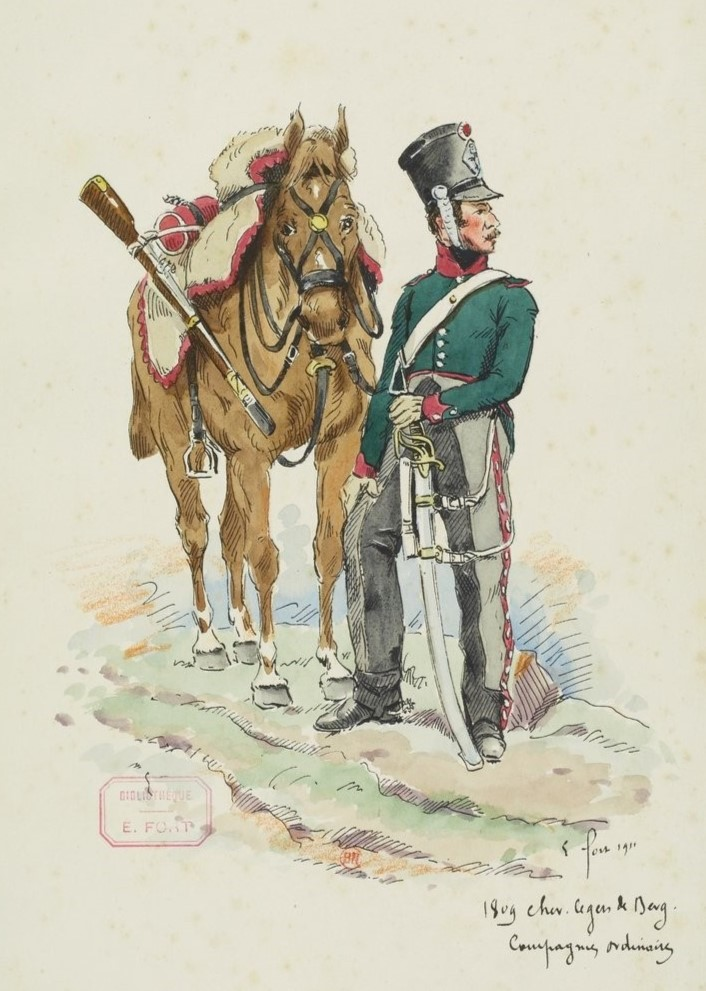
Cavalier des chasseurs à cheval de Berg en 1809, par Ernest Fort.

La kurtka et les pantalons deviennent verts à distinctifs amarante. Le corps reçoit le colback en fourrure noire et le shako noir.

#### Lanciers
L'uniforme reste de même mais le colback est à nouveau remplacé par la chapska, la compagnie d'élite le conservant cependant.

### Trompettes
Comme il était de tradition à l'époque, les trompettes du régiment portèrent un habit aux couleurs particulières qui suivit l'évolution du statut du corps comme la troupe.

#### Chevau-légers
En grande tenue, le chapska est identique à la troupe. Pour l'habit en revanche, les couleurs sont inversées : la kurtka est en drap amarante avec des revers blancs à galon d'argent. L'épaulette portée à gauche est blanche, et l'uniforme comprend également une aiguillette de même couleur. Les distinctifs (collet, parements et retroussis) sont blancs, de même que la double bande du pantalon amarante. En campagne, la chapska est recouverte d'un drap noir, et la kurtka est amarante, avec des revers blancs galonnés d'argent et des épaulettes blanches. Les parements et le collet sont identiques aux revers, les retroussis sont blancs. Le ceinturon est de même couleur avec une plaque dorée, et le pantalon de route ou charivari est en drap basané et noir.

#### Lanciers
La grande tenue comprend le chapska en drap vert galonné de blanc, auquel pendent deux raquettes en fil blanc et avec une cocarde surmonté d'un pompon jaune. L'habit se compose d'une livrée verte à revers amarante galonné de jaune, avec un ornement de dentelle sur chaque bouton. Le collet est amarante, de même que les parements et les retroussis, avec un galon jaune. Les épaulettes sont blanches, et le pantalon arbore la même distinctive verte que l'habit.

## Montures
Les chevaux portent une housse-croupelin amarante galonnée de blanc, porte-manteau rond de même et le harnachement est de cuir noir. La housse est timbrée de la lettre « J » (pour Joachim) blanche, surmontée d'une couronne de même, en son coin inférieur.

## Armement
L'armement est constitué à l'origine du sabre courbe de la cavalerie légère et d'un mousqueton. Les cavaliers sont ensuite dotés de la lance à flamme rose et blanche lors de leur rattachement à la cavalerie de la Garde impériale, et sont formés à l'utilisation de cette arme par des sous-officiers du régiment de lanciers polonais de ce corps d'élite.

### Iconographie
- Planche uniformologique générale
- Chevau-légers 1809-1813 selon Eugène Leliepvre, illustrateur de la collection de figurines Historex.